# Coupe d'Afrique de football ConIFA 2022
Navigation
2024
La Coupe d'Afrique de football ConIFA 2022 est la première édition de la Coupe d'Afrique de football ConIFA qui a lieu en Afrique du Sud du 21 au 23 mai 2022, un tournoi continental de football pour les États, les minorités, les apatrides et les régions non affiliées à la FIFA organisée par la ConIFA,.
Biafra remporte la première Coupe d'Afrique de football ConIFA.

## Historique
La première édition aurait dû voir le jour à Zanzibar en août 2021,,,,,,. La sélection de Zanzibar était prête à participer à la compétition inédite pour la première fois en Afrique.

### Villes et stades
Le tournoi a eu lieu dans la ville de Johannesbourg et tous les matchs sont réalisés au Stade des Pirates.

## Tournoi
| Équipe       | J | V | N | D | BM | BE | DB | Pts |
| ------------ | - | - | - | - | -- | -- | -- | --- |
| Matabeleland | 2 | 1 | 1 | 0 | 2  | 1  | +1 | 4   |
| Biafra       | 2 | 1 | 0 | 1 | 1  | 1  | 0  | 3   |
| Yoruba       | 2 | 0 | 1 | 1 | 1  | 2  | -1 | 1   |

| 21 mai 2022 | Matabeleland   | 1 – 0 | Biafra | Stade des Pirates, Parkhurst, Gauteng, Johannesbourg |
|             | Shylock Ndlovu |       |        |                                                      |

| 21 mai 2022 | Matabeleland   | 1 – 1 | Yoruba | Stade des Pirates, Parkhurst, Gauteng, Johannesbourg |
|             | Shylock Ndlovu |       |        |                                                      |

| 23 mai 2022 | Yoruba | 0 – 1 | Biafra | Stade des Pirates, Parkhurst, Gauteng, Johannesbourg |  |
|             |        |       |        |                                                      |  |

### Finale
| 25 mai 2022 | Matabeleland | 0 – 1 | Biafra | Stade des Pirates, Parkhurst, Gauteng, Johannesbourg |  |
|             |              |       |        |                                                      |  |

| Champion Coupe d'Afrique de football ConIFA 2022 |
| ------------------------------------------------ |
| Biafra Premier titre                             |

### Classement final
| No | Équipe       | J | V | N | D | BM | BE | DB | Pts |
| -- | ------------ | - | - | - | - | -- | -- | -- | --- |
| 1  | Biafra       | 3 | 2 | 0 | 1 | 2  | 1  | +1 | 6   |
| 2  | Matabeleland | 3 | 1 | 1 | 1 | 2  | 2  | 0  | 4   |
| 3  | Yoruba       | 2 | 0 | 1 | 1 | 1  | 2  | -1 | 1   |

### Récompenses annexes
| Prix                  | Lauréat        |
| --------------------- | -------------- |
| Meilleur gardien      | Nonjabulo Dube |
| Meilleur buteur       | Shylock Ndlovu |
| Meilleur jeune joueur | Joe Junior Ike |